# Jardín Federica Montseny (París)
El jardín Federica Montseny es un espacio verde del XIII Distrito de París, en Francia.

## Origen del nombre
Lleva el nombre de la republicana española Federica Montseny (1905-1994), escritora y ministra de la República española que luchó por el derecho al aborto en Cataluña, refugiada en Francia después de la derrota de la Segunda república tras la Guerra civil española.

## Historia
El jardín fue creado en 2002. Es una etapa de la ruta histórica oficial anomenada Voie de la Libération (Vía de la Liberación), seguida el 24 de agosto de 1944 por la Nueve, de la Puerta de Italia al Ayuntamiento de París.
Toma su nombre por deliberación del Consejo de París.
Fue oficialmente inaugurado el 24 de agosto de 2019 en presencia de la alcaldesa de París, Anne Hidalgo y de la ministra de justicia española Dolores Delgado.

## Situación y acceso
El jardín está localizado en la plaza Louis Armstrong, entre la plaza de Italia y el puente de Austerlitz.
El parque constituye también el centro geográfico de la rue Jeanne d'Arc, une calle larga del XIII Distrito de París.
La estación de metro es Campo-Formio (línea  5).

## Galería de imágenes

Jardín Federica Montseny, París, Francia
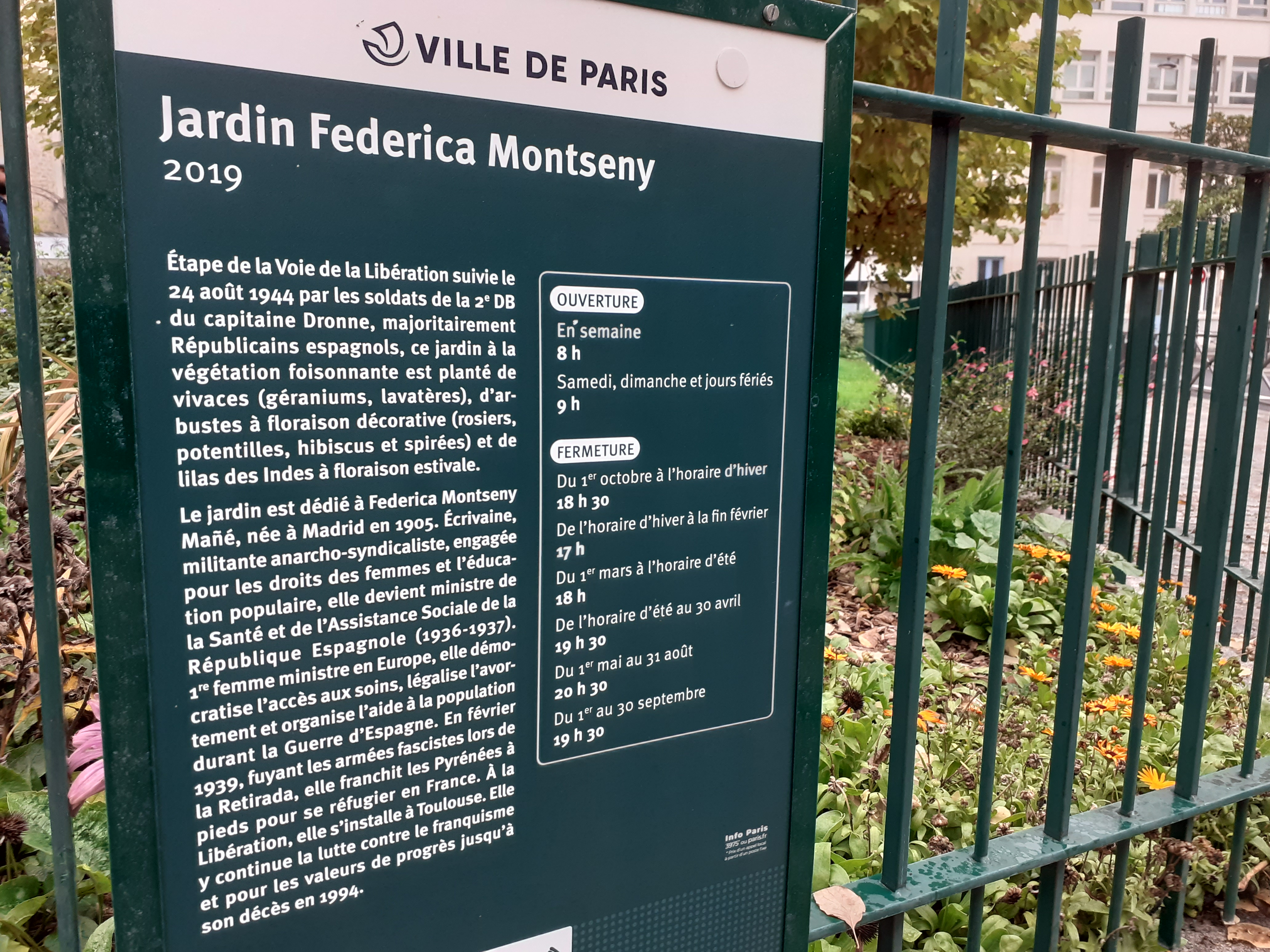
Una de las entrades del parque
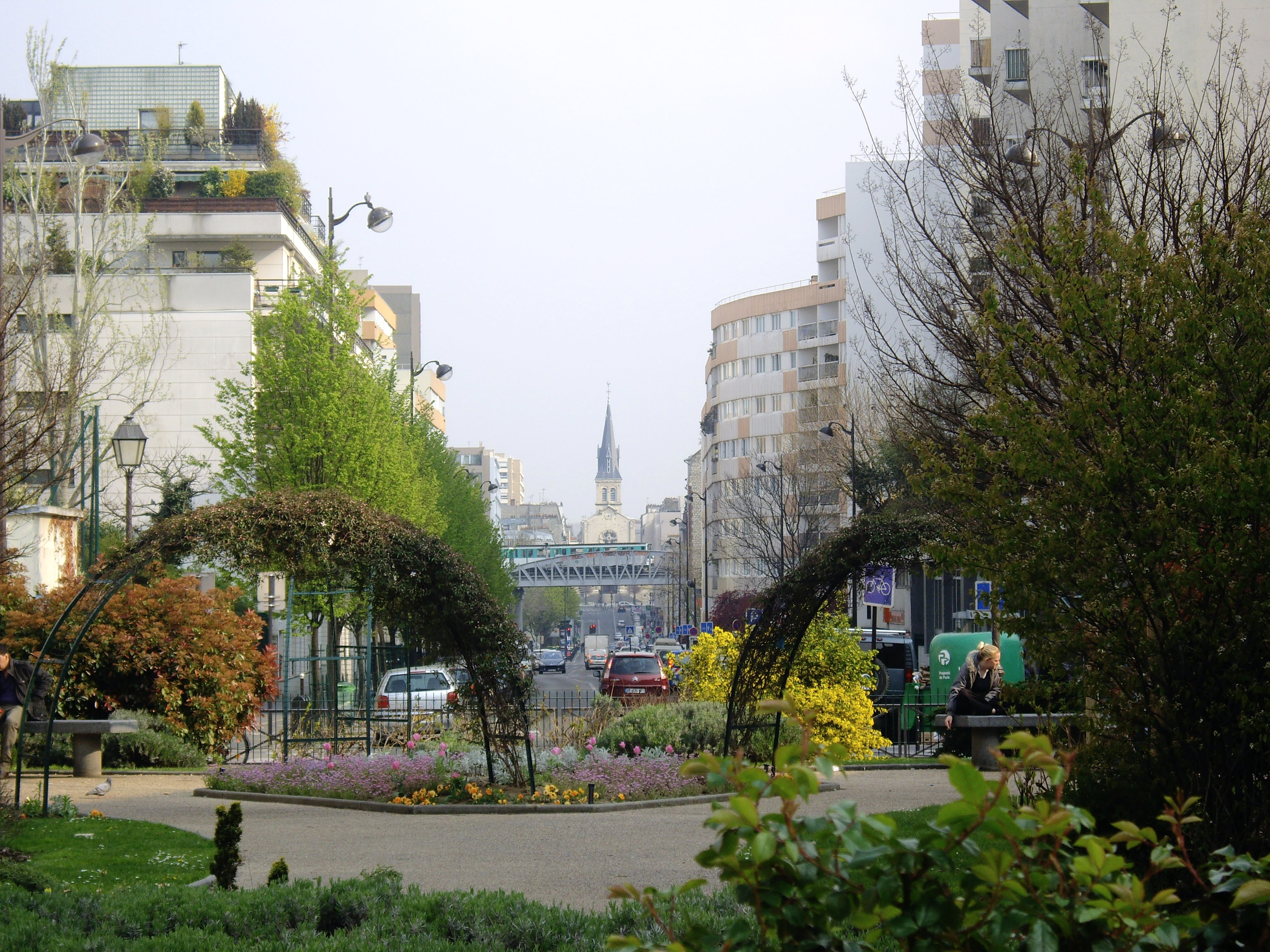
El parque y la perspectiva de la rue Jeanne d'Arc y de la iglesia Notre-Dame-de-la-Gare.
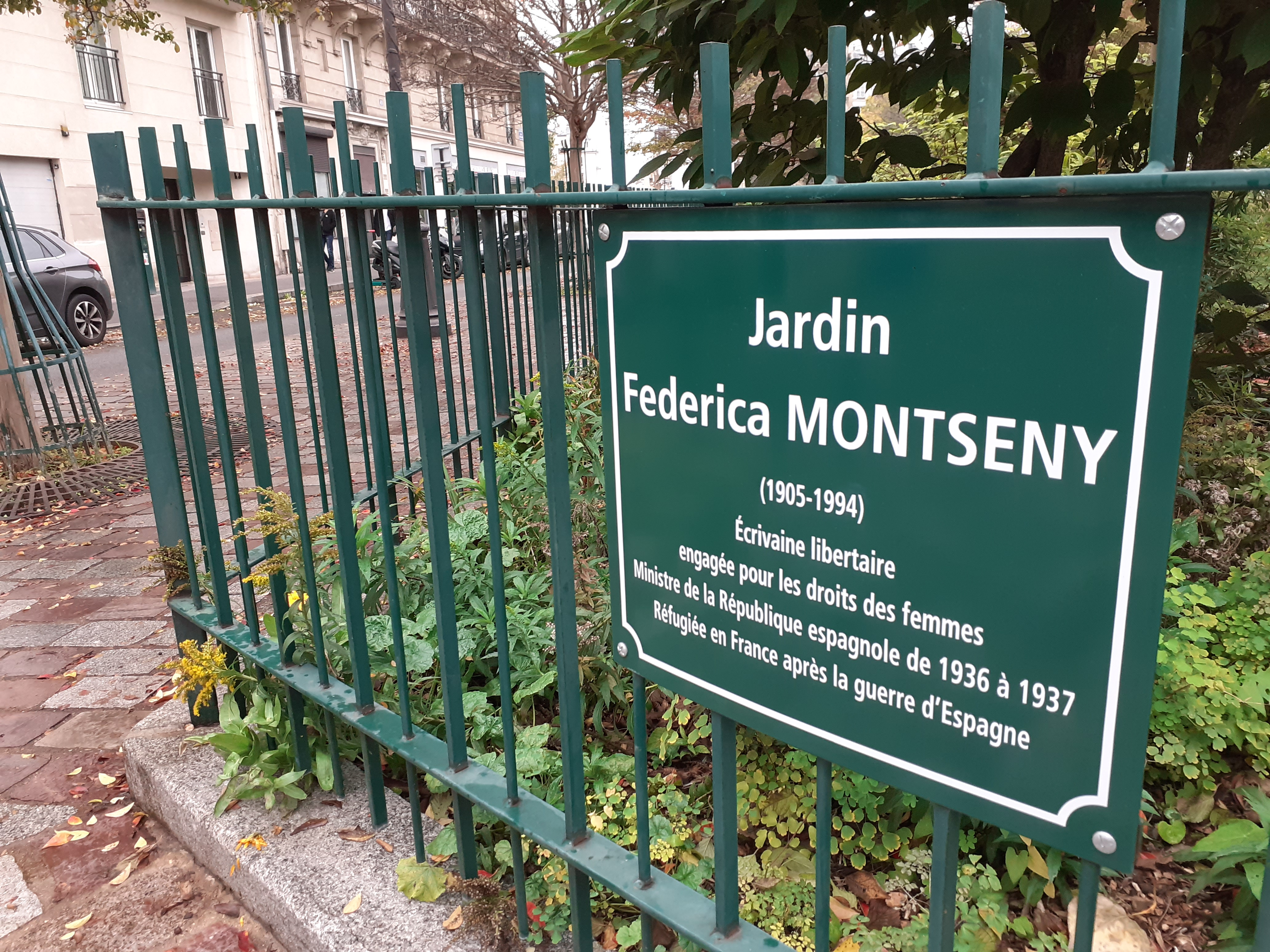
Placa del parque